# Juri Pawlowitsch Gidsenko
Juri Pawlowitsch Gidsenko (russisch Юрий Павлович Гидзенко, wiss. Transliteration Jurij Pavlovič Gidzenko; * 26. März 1962 in Jelanez, Oblast Mykolajiw, Ukrainische SSR, UdSSR) ist ein ehemaliger Oberst der russischen Luftwaffe und russischer Raumfahrer. Er ist verheiratet und hat zwei Söhne.
Gidsenko besuchte in Charkow (Ukraine) die Höhere Militärfliegerschule „Sergei Grizewez“, die er 1983 abschloss. Die nächsten vier Jahre diente er in den sowjetischen Luftstreitkräften als Pilot im Gebiet Odessa.
Im März 1987 wurde Gidsenko als Kosmonautenanwärter ausgewählt und trat im Juri-Gagarin-Kosmonautentrainingszentrum eine Grundausbildung an, die er im Sommer 1989 erfolgreich beendete. Es folgte ein Weiterbildungskurs zum Testkosmonauten. Von der Lomonossow-Universität erwarb er 1994 ein Diplom in Geodäsie und Kartografie.

## Auszeichnungen
- Held der Russischen Föderation